# 기지국

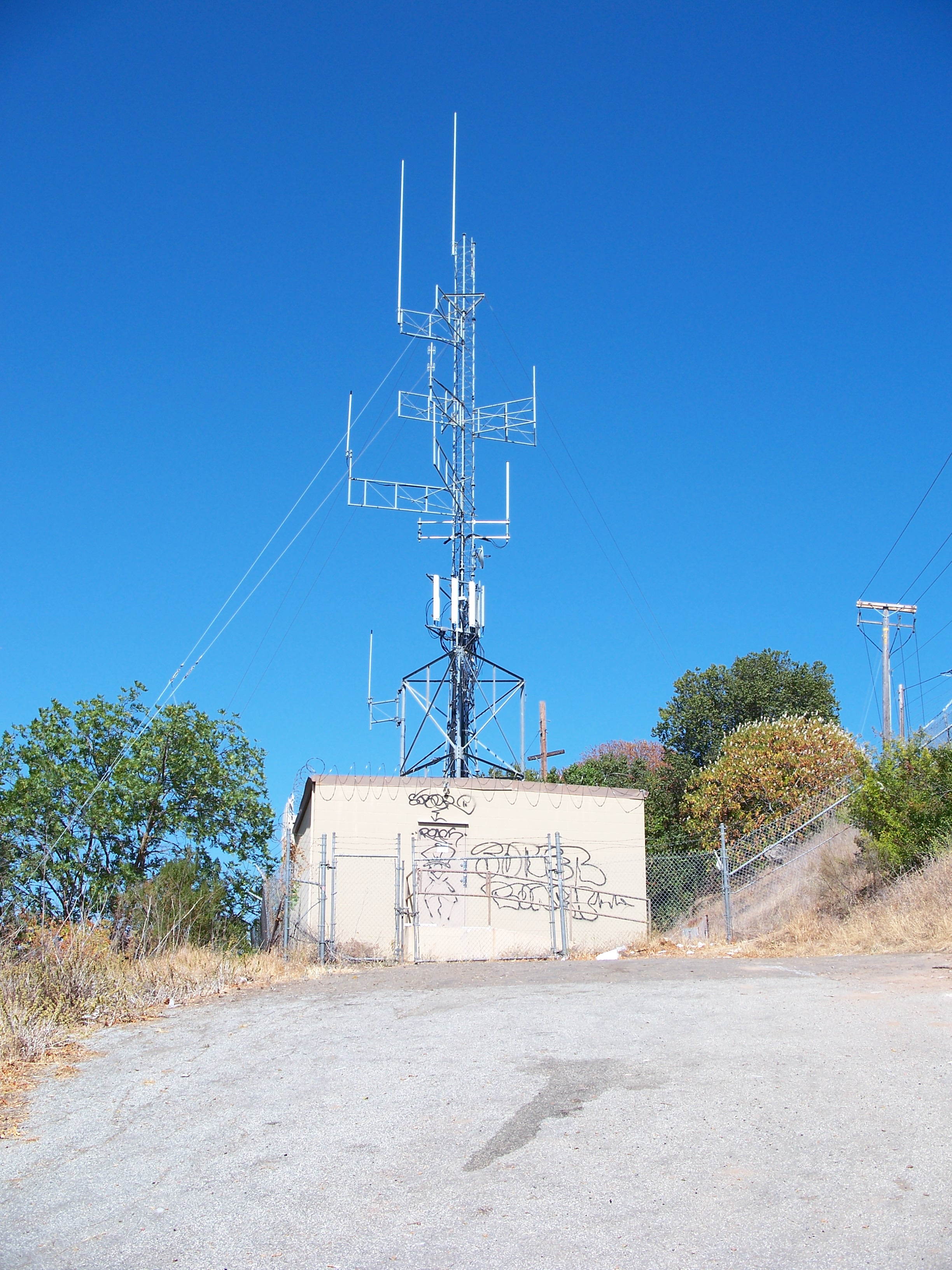
기지국의 모습

기지국(基地局)은 무선통신의 서비스를 위해 네트워크와 단말기를 연결하는 무선 통신설비이다. CDMA, GSM, WCDMA, LTE 등의 이동통신의 엑세스 네트워크와 휴대전화를 연결하는 기지국이 대표적이다. 이 외에도 WLL전화, Wi-Fi, WiMAX, WAN과 같은 무선통신에서 기지국이 사용된다. 영어 약자인 BTS(Base Transceiver Station)로 불리기도 한다.

## 이동통신 서비스
이동통신 기지국의 서비스를 위한 주요 개념은 단말기와 송수신할 수 있는 커버리지, 주위의 기지국과 연계된 서비스 할당 지역인 셀, 이동통신 억세스 네트워크와의 연결 등이다.

### 커버리지
하나의 기지국이 단말기와 정보를 송수신할 수 있는 범위를 커버리지라 한다. 송신측 커버리지는 기지국의 무선 송신 강도에 의해 결정된다. 수신측 커버리지는 기지국이 단말기 신호를 수신하는 수신 감도에 의해 결정된다. 대개의 경우 기지국은 송신 커버리지와 수신 커버리지가 동일하도록 조정된다.

### 셀
CDMA, GSM, WCDMA와 같은 이동통신 서비스를 제공하는 사업자는 서비스 제공지역을 포괄하는 기지국들을 설치한다. 하나의 기지국이 서비스를 제공하도록 할당된 범위를 셀이라 한다. 이 때문에 휴대전화를 셀룰러 폰이라 하기도 한다. 기지국들은 서로 인접하여 있어서 서비스 제공 지역 전체를 벌집처럼 덮어 사용자가 하나의 셀에서 다른 셀로 이동하더라도 지속적으로 서비스를 제공할 수 있다. 이렇게 지속적으로 서비스를 제공하는 기술을 핸드오프(핸드오버) 기술이라고 한다.

## 이동통신 기지국의 주요 기술
이동통신 기지국의 주요 기술에는 신호 산란에 의한 간섭을 제어하는 다중 경로 제어, 특정 지역에 대해 보다 많은 정보를 송수신할 수 있도록 하는 셀 분할, 하나의 셀을 둘 또는 셋으로 나누어 관리하는 섹터 등이 있다.

### 다중 경로 제어
기지국으로 수신되는 가입자의 신호는 가입자의 단말기에서 송신 된 후 수많은 장애물과 지형등에 반사되어 다수의 신호 경로를 형성하게 된다. 기지국은 두개의 수신 안테나를 이용하여 수신된 신호의 강도와 신호 지연을 검출하게 되고 이 중 가장 강한 신호를 취사선택하여 네트워크로 전송한다. 이것을 다중 경로 제어 또는 다이버시티(Diversity) 기술이라 한다.

### 셀 분할
셀은 이론적으로 기지국을 정 중앙에 둔 정육각형 형태로 설계된다.

그러나, 실제 서비스에서는 서비스 사용자가 집중되어 있는 곳의 신호처리가 중요한 문제가 된다. 이를 위해 하나의 셀을 보다 작은 범위의 여러 개의 셀로 분할 할 수 있다. 셀의 분할에는 보다 적은 출력으로 커버리지 범위를 줄인 소출력 기지국을 여러 곳에 설치하거나 재야의 종 타종과 같은 행사로 인해 발생하는 일시적인 사용자 증가를 위해 이동 기지국을 사용하는 방법이 있다.

### 섹터

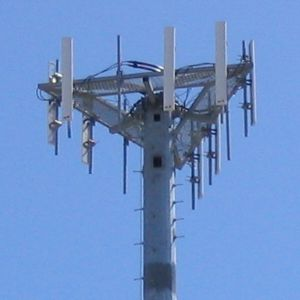
섹터로 분할되어 설치된 기지국 안테나

하나의 기지국이 관리하는 셀 안의 서비스 품질을 강화하기 위해 셀을 둘 또는 셋으로 분할하여 각각의 섹터에 대해 별도로 송수신 신호를 처리하는 기술을 섹터라 한다. 하나의 셀을 120° 씩 분할하여 세 개의 섹터를 운영하는 것이 일반적이다. 기지국은 각 섹터에 대해 하나의 송신 안테나와 두개의 수신 안테나를 할당한다.

### 핸드 오버
이동통신 사용자가 이동하면서 신호를 주고 받는 경우, 지속적인 서비스를 위하여 신호의 송수신을 관할하는 섹터 또는 기지국을 변경해야 할 필요가 있다. 이러한 섹터 또는 기지국의 변경을 핸드 오버라 한다.

## 구성 장비
기지국의 주요 구성 장비는 다음과 같은 것이 있다.
- 기지국 제어기: 기지국의 신호 처리를 제어한다.
- 출력 증폭기: 기지국의 송신 신호를 증폭한다. PA(Power Amplifier)로 불린다.
- 컴바이너: 출력 증폭기들에서 증폭된 여러 신호를 송신 안테나로 전송하기 위해 결합시키는 기능을 가진 장비이다.
- 필터: 서비스에 사용하는 주파수 이외의 불필요한 주파수를 차단하는 장비이다. 일반적으로 하나의 안테나를 이용하여 송수신을 할 수 있도록 설계된 듀플렉서를 사용한다.
- 안테나: 송신 신호를 공중에 방사하는 송신 안테나와 수신 신호를 감지하는 수신 안테나로 구성되어 있다.
- 원격감시장비: 기지국은 서비스 사업자에 의해 원격으로 통제되는 무인 시설이기 때문에 기지국의 각종 상태를 실시간으로 전달하는 원격감시장비를 갖추고 있다.
- 부대시설: 온도 제어를 위한 에어컨, 전력공급을 위한 분전반 등이 설치된다.

## 이동통신관련 학계의 주요 이슈들
- (MAC) 지원관리, 트래픽모델링, 이동성, 채널코딩(ARQ)
- (PHY) 다이버시티(ISI문제), 통신성능향상
- 통신시스템에 대한 System on Chip

## 실제 사용의 예
서울 지역의 기지국은 보통 3~5km의 커버리지를 가지고 가입자들의 이통통신망을 제공하게 된다. 촘촘하게 설치되어 있는 관계로 1개의 PN을 잡는 경우는 드물며, 보통은 2개, 혹은 4개 이상의 멀티PN을 잡는 경우도 생긴다. 기지국간의 중첩 지역에서 끊김없는 통화를 하기 위해서는 핸드오프라는 것을 하게 되는데, 이때 중요한 개념이 NGBR이라는 것이다. 즉 핸드오프를 하기 위해서는 인접 기지국의 NGBR이 들어가 있어야 한다는 것이다. 이 외에도 여러 PARAMETER들이 핸드오프를 성공적으로 하기 위해서 필요하다.

## 같이 보기
- 무선 접속 네트워크